# HD188162
HD188162 — хімічно пекулярна зоря спектрального класу A0, що має видиму зоряну величину в смузі V приблизно  5,2.
Вона  розташована на відстані близько 301,7 світлових років від Сонця.